# 下蜀站
下蜀站是京沪铁路上的一个小站，位于江苏省镇江市句容市下蜀镇。车站设有5条股道，包括4条到发线和1条货物线。车站目前仅办理专用线货运业务。
下蜀站同时也是沪宁城际铁路上的一个预留车站，位于句容市下蜀镇，但是截至2016年6月，相关建设仍没有展开。

## 事件
1929年蝗灾之时，本站被蝗虫拥塞，车站商店售票处仅开小洞以维持营业，铁路路轨被蝗虫群体淹没，列车几乎停开。